# Joseph Nicolas
Joseph Nicolas, född den 11 augusti 1868, död 1960, var en fransk läkare.
Nicolas studerade i Lyon och blev medicine doktor 1895, médecin des hôpitaux och agrégé 1904. År 1906 utsågs han till professor i dermatologi och syfilis. Niholas var en av utgivarna av Annales de dermatologie et de syphiligraphie och han har även givit namn åt Durand-Nicolas-Favres sjukdom (tillsammans med Joseph Durand och Maurice Favre) och Nicolas-Moutot-Charlets syndrom (tillsammans med Henri Charlet och Henri Moutot).